# Kernen Omloop Echt-Susteren
Das Kernen Omloop Echt-Susteren ist ein Eintagesrennen in den Niederlanden. Seit 2008 wird es jährlich um die Städte Echt und Susteren ausgetragen.
Es ist Teil der UCI Europe Tour und gehört der UCI-Kategorie 1.2 an.
Kein Fahrer konnte bisher dieses Rennen zweimal gewinnen. Mit Max Walscheid und Phil Bauhaus gab es bisher zwei deutsche Sieger (Stand 2015).

## Sieger
- 2017  Robbert de Greef
- 2016  Daan Meijers
- 2015  Max Walscheid
- 2014  Phil Bauhaus
- 2013  Dylan Groenewegen
- 2012  Daniel Hoelgaard
- 2011  Andris Smirnovs
- 2010  Peter Schelling
- 2009  Jeff Vermeulen
- 2008  Rik Kavsek